# Fetschin Colyn († um 1505)
Fetschin Colyn (Fetschin=Bonifatius; * 15. Jahrhundert; † um 1505 in Aachen) war Schöffe und Bürgermeister der Reichsstadt Aachen.

## Leben und Wirken
Der Sohn des Fetschin Colyn und dessen zweiter Ehefrau Mechtildis von der Hagen sowie Bruder von Wilhelm Colyn wurde 1484 erstmals als Schöffe der Stadt Aachen erwähnt. In den Jahren 1488, 1493, 1500 und von 1504 bis 1506 wurde er zum Bürgermeister der Freien Reichsstadt Aachen gewählt.
Fetschin Colyn war verheiratet mit Agnes von Haren, Tochter des Schöffen Gerhard von Haren aus der niederländisch-deutschen Patrizierfamilie van Haren und Erbin von Gut Kalkofen. Gemeinsam bekamen sie nur die Tochter Anna (* um 1471), die den Junker Werner von Merode-Houffalize (um 1467 – um 1527) heiratete, wodurch Kalkofen für mehrere Generationen in Besitz der Familie Merode-Houffalize verblieb. Fetschin Colyn schreibt man auch den Besitz der Burg Linzenich zu, die bis etwa 1642 im Besitz dieses Familienzweiges verblieb. Über seine Mutter wurde Fetschin zusammen mit seinem Bruder Wilhelm, seinem Schwager Johann Ellerborn und dem Bürgermeister Johann von Roide Teil der Erbengemeinschaft am Gut Roide/Raede, dem späteren Schloss Rahe.